# Ciproterone acetato
Il ciproterone acetato (CPA) è un farmaco ad azione anti-androgena, cioè blocca l'azione del testosterone (e del suo metabolita attivo di-idrotestosterone) sui tessuti. La sua azione si esplica attraverso il blocco dei recettori degli androgeni e attraverso la soppressione dell'ormone luteinizzante che, a sua volta, determina una riduzione dei livelli di testosterone. Il ciproterone acetato trova pertanto indicazione nei tumori della prostata o nell'ipertrofia prostatica, negli stati ipersessuali e in altre condizioni in cui il processo morboso dipende dalla presenza di ormoni androgeni. Per via della sua attività anti-androgena, è anche utilizzato dalle persone transgender in terapia ormonale femminilizzante.
Poiché il ciproterone acetato ha anche una lieve attività progestinica, può essere utilizzato nei disturbi climaterici (le cosiddette "vampate") ed entra nella composizione di alcuni contraccettivi orali come coadiuvante del trattamento per l'irsutismo.

## Controindicazioni
Da evitare in caso di malattia epatica e forme di diabete e disturbi depressivi che possono peggiorare la situazione emotiva del soggetto e funzioni anche comuni, non usare in alte concentrazioni per via del danno epatico.

## Dosaggi
- Ipersessualità maschile, 50 mg 2 volte al giorno
- Tumore prostatico, 300 mg al giorno, divise in più somministrazioni, la posologia in seguito dovrà essere diminuita a 200 mg
- Terapia ormonale femminilizzante, 12.5 mg al giorno o ogni due, i bassi dosaggi sono dovuti all'alta efficacia del farmaco nell'abbassare i livelli di testosterone libero e al fatto che la terapia ormonale è continua a meno di operazioni chirurgiche[2]

## Effetti indesiderati
Fra gli effetti indesiderati che il ciproterone acetato comporta ritroviamo ginecomastia, galattorrea, ittero, epatite, acne, osteoporosi
Nel caso il farmaco venga utilizzato per la transizione di genere la ginecomastia è voluta e non è considerato un effetto collaterale, mentre l'osteoporosi viene prevenuta dall'assunzione di estradiolo, i cui livelli indipendentemente dal metodo di assunzione devono restare tra i 100 e i 200 pg/ml